# روي بف
روي بف (16 أكتوبر 1922 في الولايات المتحدة - 3 أغسطس 2006 في الولايات المتحدة) (بالإنجليزية: Roy Pugh)‏ هو لاعب كرة سلة أمريكي في مركز الوسط. لعب مع ديترويت بيستونز وغولدن ستايت ووريورز وفيلادلفيا ووريورز ‏ وIndianapolis Jets ‏.

## وصلات خارجية
- روي بف على موقع إن بي أي (الإنجليزية)
- روي بف على موقع سبورتس رفرنس (الإنجليزية)
- روي بف على موقع ريلجم (الإنجليزية)
- روي بف على موقع بروبوليرز (الإنجليزية)
- روي بف على موقع سبورتس رفرنس (الإنجليزية)